# Ciclisme als Jocs Olímpics d'estiu 2008 - BMX masculí
La prova de BMX masculí dels Jocs Olímpics de Pequín 2008 es va disputar entre el20 i el 22 d'agost a la Pista Laoshan per a BMX. Aquesta és la primera vegada en què es disputa una prova olímpica de BMX.
Cada un dels 32 homes que competien realitzava dues sèries de velocitat per determinar la distribució de les 4 carreres de quarts de final. Cada eliminatòria de quarts de final constava de tres sèries i s'emprava el sistema de punts-per-lloc per tal de classificar-se per a les semifinals. Els 4 primers de cada grup passaven a les semifinals, per a un total de 16 ciclistes. Es realitzen dues semifinals, fent servir el mateix sistema classificatori. La final, formada per 8 ciclistes, constava d'una única sèrie en què el primer a arribar a meta era el vencedor

## Medallistes
| Or               | Plata    | Bronze         |
| Māris Štrombergs | Mike Day | Donny Robinson |

## Qualificació
Trenta-dos ciclistes representen vint països que s'han classificat per a aquesta prova. La qualificació es basava en el rànking per països de l'UCI, el Campionat del Món de BMX 2008 i una sèrie d'invitacions fetes per una Comissió Tripartita formada pel COI, l'UCI i l'ACON

## Resultats

### Quarts de final
20 d'agost de 2008

#### Eliminatòria 1
| Posició | Ciclista                | 1a sèrie   | 2a sèrie   | 3a sèrie     | Total | Notes |
| ------- | ----------------------- | ---------- | ---------- | ------------ | ----- | ----- |
| 1       | Mike Day                | 1 (36.170) | 1 (36.080) | 1 (36.122)   | 3     | Q     |
| 2       | Marc Willers            | 4 (47.614) | 3 (36.253) | 2 (36.278)   | 9     | Q     |
| 3       | Donny Robinson          | 6 (48.906) | 2 (36.235) | 3 (36.490)   | 11    | Q     |
| 4       | Andrés Jiménez          | 2 (36.619) | 5 (36.939) | 4 (36.660)   | 11    | Q     |
| 5       | Jonathan Suárez Freitez | 8 (53.614) | 4 (36.481) | 5 (36.789)   | 17    |       |
| 6       | Emilio Falla            | 3 (37.080) | 6 (37.381) | 8 (1:02.877) | 17    |       |
| 7       | Akifumi Sakamoto        | 5 (48.487) | 8 (42.614) | 6 (40.046)   | 19    |       |
| 8       | Ivo Lakučs              | 7 (53.300) | 7 (39.213) | 7 (57.461)   | 21    |       |

Q: Qualificat

#### Eliminatòria 2
| Posició | Ciclista              | 1a sèrie   | 2a sèrie   | 3a sèrie     | Total | Notes |
| ------- | --------------------- | ---------- | ---------- | ------------ | ----- | ----- |
| 1       | Sifiso Nhlapo         | 3 (36.796) | 2 (36.325) | 1 (36.507)   | 6     | Q     |
| 2       | Artūrs Matisons       | 1 (35.903) | 3 (36.819) | 2 (37.037)   | 6     | Q     |
| 3       | Raymon van der Biezen | 4 (37.205) | 1 (35.878) | 5 (1:04.709) | 10    | Q     |
| 4       | Kyle Bennett          | 2 (36.639) | 4 (37.146) | 8 (DNF)      | 14    | Q     |
| 5       | Henrik Baltzersen     | 8 (38.561) | 5 (39.083) | 3 (38.846)   | 16    |       |
| 6       | Michal Prokop         | 7 38.535() | 7 (41.915) | 4 (56.171)   | 18    |       |
| 7       | Liam Phillips         | 5 (37.773) | 6 (41.219) | 7 (1:27.010) | 18    |       |
| 8       | Ramiro Marino         | 6 (38.202) | 8 (DNF)    | 6 (1:16.617) | 20    |       |

Q: Qualificat DNF: No finalitza

#### Eliminatòria 3
| Posició | Ciclista               | 1a sèrie   | 2a sèrie   | 3a sèrie     | Total | Notes |
| ------- | ---------------------- | ---------- | ---------- | ------------ | ----- | ----- |
| 1       | Māris Štrombergs       | 1 (36.762) | 1 (35.934) | 5 (40.628)   | 7     | Q     |
| 2       | Rob van den Wildenberg | 2 (37.403) | 5 (37.024) | 1 (37.176)   | 8     | Q     |
| 3       | Manuel de Vecchi       | 3 (37.416) | 6 (37.284) | 2 (37.840)   | 11    | Q     |
| 4       | Kamakazi               | 7 (42.377) | 3 (36.785) | 3 (38.463)   | 13    | Q     |
| 5       | Augusto Castro         | 4 (37.609) | 4 (36.992) | 6 (42.473)   | 14    |       |
| 6       | Vilmos Radasics        | 6 (38.725) | 8 (39.220) | 4 (39.276)   | 18    |       |
| 7       | Robert de Wilde        | 8 (54.105) | 2 (36.237) | 8 (1:08.185) | 18    |       |
| 8       | Scott Erwood           | 5 (37.989) | 7 (37.653) | 7 (50.052)   | 19    |       |

Q: Qualificat

#### Eliminatòria 4
| Posició | Ciclista            | 1a sèrie   | 2a sèrie     | 3a sèrie   | Total | Notes |
| ------- | ------------------- | ---------- | ------------ | ---------- | ----- | ----- |
| 1       | Jared Graves        | 1 (38.067) | 2 (36.496)   | 1 (36.076) | 4     | Q     |
| 2       | Cristian Becerine   | 2 (38.399) | 7 (42.733)   | 2 (36.985) | 11    | Q     |
| 3       | Roger Rinderknecht  | 8 (54.234) | 1 (36.462)   | 3 (37.136) | 12    | Q     |
| 4       | Damien Godet        | 3 (41.241) | 4 (40.221)   | 6 (38.023) | 13    | Q     |
| 5       | Sergio Salazar      | 7 (54.216) | 3 (37.479)   | 5 (37.573) | 15    |       |
| 6       | Thomas Allier       | 4 (41.594) | 5 (41.043)   | 7 (38.037) | 16    |       |
| 7       | Luke Madill         | 6 (51.198) | 8 (1:02.432) | 4 (37.420) | 18    |       |
| 8       | Sebastian Kartfjord | 5 (42.658) | 6 (42.625)   | 8 (38.821) | 19    |       |

Q: Qualificat

### Semifinals
22 d'agost de 2008

#### Semifinal 1
| Posició | Ciclista              | 1a sèrie     | 2a sèrie     | 3a sèrie   | Total | Notes |
| ------- | --------------------- | ------------ | ------------ | ---------- | ----- | ----- |
| 1       | Mike Day              | 1 (36.470)   | 1 (36.219)   | 3 (37.461) | 5     | Q     |
| 2       | Sifiso Nhlapo         | 3 (37.197)   | 3 (36.597)   | 2 (36.457) | 8     | Q     |
| 3       | Donny Robinson        | 2 (36.832)   | 2 (36.462)   | 6 (56.249) | 10    | Q     |
| 4       | Andrés Jiménez        | 4 (37.363)   | 4 (36.862)   | 5 (44.507) | 13    | Q     |
| 5       | Raymon van der Biezen | 7 (55.121)   | 6 (37.258)   | 1 (36.200) | 14    |       |
| 6       | Kyle Bennett          | 5 (43.518)   | 5 (37.200)   | 4 (43.897) | 14    |       |
| 7       | Artūrs Matisons       | 6 (53.379)   | 8 (1.17.170) | 8 (DNF)    | 22    |       |
| 8       | Marc Willers          | 8 (1:22.619) | 7 (43.256)   | 8 (DNF)    | 23    |       |

Q: Qualificat DNF: No finalitza

#### Semifinal 2
| Posició | Ciclista               | 1a sèrie   | 2a sèrie   | 3a sèrie   | Total | Notes |
| ------- | ---------------------- | ---------- | ---------- | ---------- | ----- | ----- |
| 1       | Māris Štrombergs       | 1 (36.485) | 1 (35.969) | 1 (36.071) | 3     | Q     |
| 2       | Rob van den Wildenberg | 3 (37.277) | 2 (36.360) | 4 (37.496) | 9     | Q     |
| 3       | Jared Graves           | 2 (36.904) | 5 (39.296) | 3 (37.242) | 10    | Q     |
| 4       | Damien Godet           | 4 (37.410) | 4 (36.707) | 6 (37.805) | 14    | Q     |
| 5       | Cristian Becerine      | 5 (37.480) | 8 (DNF)    | 2 (37.079) | 15    |       |
| 6       | Kamakazi               | 7 (42.551) | 6 (41.256) | 5 (37.497) | 18    |       |
| 7       | Roger Rinderknecht     | 8 (DNF)    | 3 (36.610) | 8 (48.734) | 19    |       |
| 8       | Manuel de Vecchi       | 6 (38.018) | 7 (42.148) | 7 (38.208) | 20    |       |

Q: Qualificat DNF: No finalitza

### Final
22 d'agost de 2008
| Posició | Ciclista               | Temps    |
| ------- | ---------------------- | -------- |
| Or      | Māris Štrombergs       | 36.190   |
| Plata   | Mike Day               | 36.606   |
| Bronze  | Donny Robinson         | 36.972   |
| 4       | Andrés Jiménez         | 39.137   |
| 5       | Rob van den Wildenberg | 39.772   |
| 6       | Jared Graves           | 2:19.233 |
| 7       | Sifiso Nhlapo          | DNF      |
| 8       | Damien Godet           | DNF      |

DNF: No finalitza